# Binka
Binka – brytyjski serial animowany, stworzony przez Rosemary Graham, opowiadający o przygodach kota imieniem Binka. Posiada 26 odcinków. W Polsce dawniej emitowany na kanale CBeebies, między 2 grudnia 2007 roku a 1 grudnia 2010 roku.

## Bohaterowie
- Binka – niebieski gruby kot. Kocha kotkę Suki, za to nie znosi kocura Spita. Robi numery, żeby Suki go zobaczyła, ale nie bardzo mu wychodzą. Ma 3 domy.

- Suki – fioletowa kotka. Mieszka kilka domów obok od Binki, który zawsze próbuje jej zaimponować (niestety na próżno).

- Tango – żółty pies. Ma przyjaciela Binkę i rodzinę. Mieszka u państwa Locketów.

- Spit – szary kocur. Jak powiedział narrator: on w ogóle nie jest miły.

- Olly – Zaniedbany kot podobny do lisa.

- Pani Dawson, państwo Locket i pan Bolt – Mają trzy domy, jeden przy drugim. Binka odwiedza każdego po kolei.

## Spis odcinków
| N/o            | Polski tytuł             | Angielski tytuł             |
| -------------- | ------------------------ | --------------------------- |
|                |                          |                             |
| SERIA PIERWSZA |                          |                             |
|                |                          |                             |
| 01             | Binka i trzy kolacje     | Binka and the Three Suppers |
|                |                          |                             |
| 02             | Binka i sadzawka         | Binka and the Pond          |
|                |                          |                             |
| 03             | Binka i mysz             | Binka and the Mouse         |
|                |                          |                             |
| 04             | Nowe łóżko Binki         | Binka's New Bed             |
|                |                          |                             |
| 05             | Binka i spokojne miejsce | Binka and the Quiet Place   |
|                |                          |                             |
| 06             | Binka i grill            | Binka the Barbecue          |
|                |                          |                             |
| 07             | Odważny Binka            | Binka the Brave             |
|                |                          |                             |
| 08             | Binka chce pomóc         | Binka Helps out             |
|                |                          |                             |
| 09             | Binka i Spit             | Binka and Spit              |
|                |                          |                             |
| 10             | Binka i ciemność         | Binka and the Noisy Night   |
|                |                          |                             |
| 11             | Binka i śnieżny dzień    | Binka and the Snowy Day     |
|                |                          |                             |
| 12             |                          | Binka and the Pond Cat      |
|                |                          |                             |
| 13             | Binka i pchły            | Binka and the Itch          |
|                |                          |                             |
| SERIA DRUGA    |                          |                             |
|                |                          |                             |
| 14             | Binka i motyl            | Binka and the Butterfly     |
|                |                          |                             |
| 15             | Binka i piłka            | Binka and the Ball          |
|                |                          |                             |
| 16             |                          | Binka and the Treasure      |
|                |                          |                             |
| 17             | Binka w dżungli          | Binka in the Jungle         |
|                |                          |                             |
| 18             |                          | Binka Takes a Ride          |
|                |                          |                             |
| 19             | Binka i upalny dzień     | Binka and the Hot Day       |
|                |                          |                             |
| 20             | Binka na zakupach        | Binka Goes Shopping         |
|                |                          |                             |
| 21             |                          | Binka and the Smell         |
|                |                          |                             |
| 22             |                          | Binka Gets Some Exercise    |
|                |                          |                             |
| 23             | Binka i ciemność         | Binka and the Dark          |
|                |                          |                             |
| 24             | Binka i wiewiórka        | Binka and the Squirrel      |
|                |                          |                             |
| 25             | Binka chce się bawić     | Binka Wants to Play         |
|                |                          |                             |
| 26             | Zakochany Binka          | Binka in Love               |
|                |                          |                             |

## Opisy odcinków
- 1. Binka ma trzy domy, co oznacza, że je trzy kolacje. Kończy się na strasznym bólu brzucha...
- 2. Binka to kocur, który lubi zabawę i jedzenie. Dzieci bardzo go kochają, choć nie zawsze jest bardzo odważny i nie zawsze wszystko mu się udaje!
- 3. Binka szuka miejsca, w którym mógłby się przespać. Ciągle jednak ktoś mu przeszkadza.
- 4. Binka stara się zaimponować Suki. Wkrótce trzeba go będzie ściągnąć z drzewa, na którym utknął.
- 5. Binka musi uciekać przez Spitem, który wchodzi do ogrodu bohatera. Binka traci jednak cierpliwość, gdy Spit zjada jego obiad.
- 6. Binka bawi się w śniegu i zamienia się w śnieżnego kota.
- 7. Wielkie nieba! Tango ma pchły i musi się wykąpać! O nie! Binka również ciągle się drapie i, podobnie jak Tango, nie lubi wody.
- 8. Binka nie rozumie, dlaczego wszyscy gonią piłkę, dopóki piłka nie zaczyna gonić jego.
- 9. Binka bierze udział w wyprawie do dżungli i gubi się, mimo że dżungla znajduje się na końcu jego ogrodu.
- 10. Binka chce się ochłodzić, gdyż jest bardzo gorąco! Ale nie będzie to łatwe.
- 11. Binka bawi się w śniegu i zamienia się w śnieżnego kota.
- 12. Kiedy Binka wyrusza nocą na spacer i odkrywa, że gdy jest ciemno, wszystko wygląda inaczej.
- 13. Binka ma ochotę się z kimś pobawić, ale wszyscy są bardzo zajęci i nie mają czasu.
- 14. Ciekawy świata Binka wpada do stawu, kiedy próbuje złapać rybę.
- 15. Binka szuka wygodnego miejsca do spania, kiedy znika jego łóżko...
- 16. Binka wpada w tarapaty, kiedy próbuje ukraść smaczny kąsek podczas pikniku.
- 17. Binka robi bałagan pomagając pani Dawson upiec ciasto...
- 18. Binka budzi się w środku nocy i słyszy dziwny hałas.
- 19. Binka denerwuje się na dziwnego kota, który mieszka u pani Dawson.
- 20. Binka uczy Tanga, jak być dobrym łowcą.
- 21. Każdy chciałby dostać kawałek skarbu Binki.
- 22. Binka jeździ wózkiem dziecięcym. Odkrywa jednak, że taczka pana Bolta nie jest tak samo wygodna.
- 23. Binka powoduje zamieszanie w supermarkecie.
- 24. Binka ma duży brzuch, co czasami sprawia, że jest się powolniejszym. Nic nie przeszkodzi jednak Bince w pościgu za Tangiem.
- 25. Wiewiórka sprawia, że Binka czuje się zawstydzona. Ale czy to faktycznie wina wiewiórki?
- 26. Binka chce zaimponować Suki i wędruje do jej domu podczas wielkiej burzy.